# Abort
abortとは、プログラムを異常終了するためのC言語の標準Cライブラリの関数である。stdlib.hに定義されている。

## 機能
この関数を呼び出した際、プログラムは終了する。

### 戻り値
いかなる場合でも、この関数は戻り値を返さない。

## 形式
```
#include
 
<stdlib.h>

void
 
abort
(
void
);

```